# Brazo Robótico Europeo

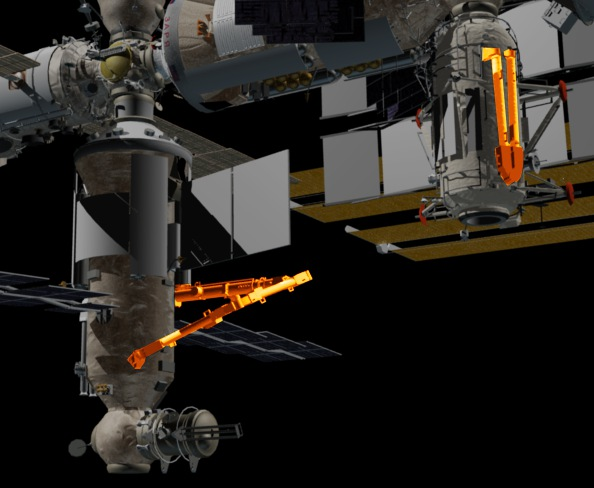
El Brazo Robótico Europeo se muestra a la izquierda unido a Nauka, la articulación del codo de repuesto con 2 extremidades se muestra a la derecha, unida a Rassvet

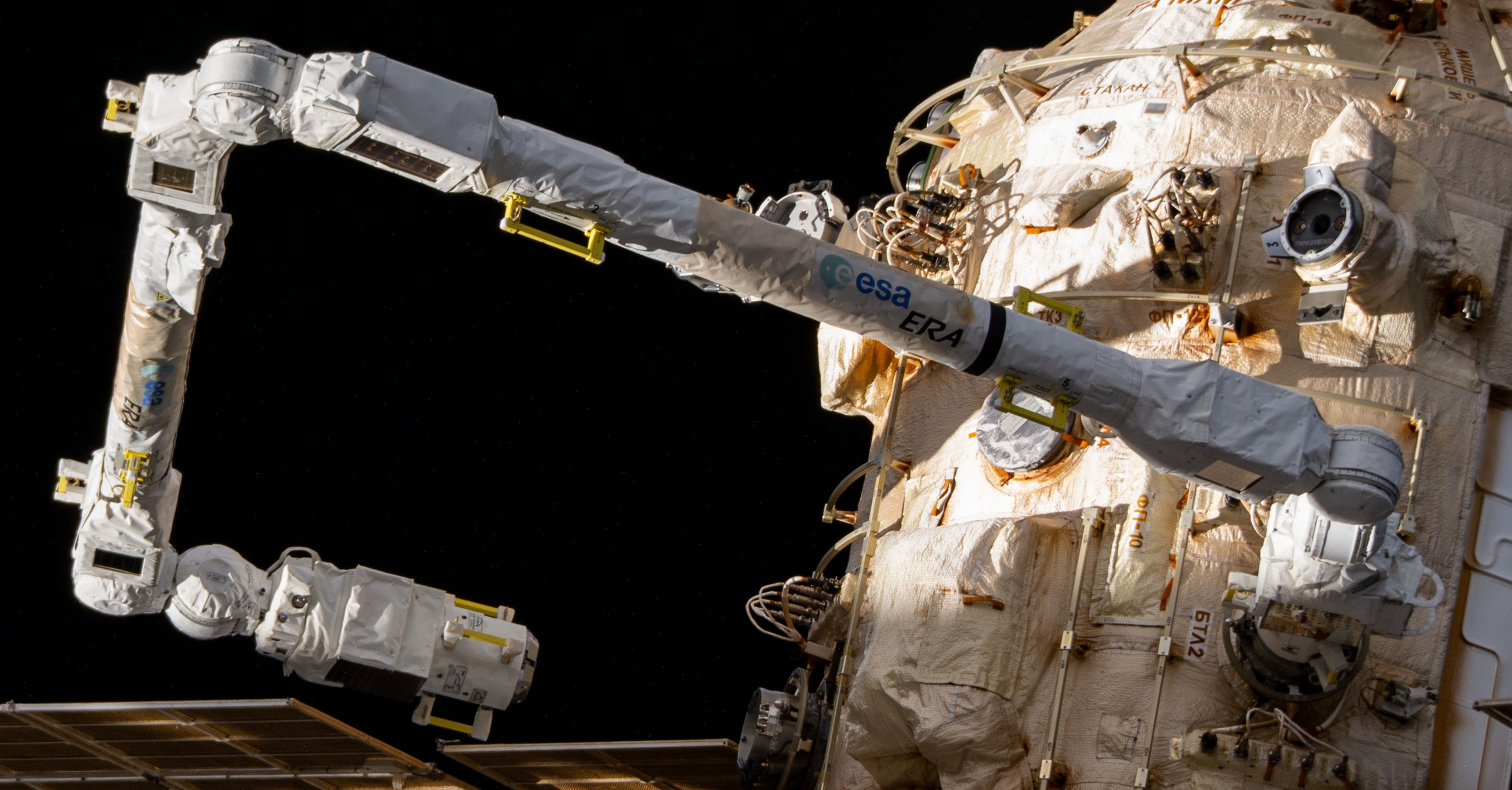

El Brazo Robótico Europeo (European Robotic Arm- ERA) de la Estación Espacial Internacional (EEI) se ha utilizado desde su instalación en julio/agosto de 2021, para acoplar y sustituir placas solares, revisar y ensamblar módulos y para trasladar a los astronautas que realizan los paseos espaciales.
Mide unos 11,3 m de largo y pesa 630 kg y es capaz de mover hasta 8.000 kg. En apariencia es casi como un brazo humano, con articulaciones y con la capacidad de coger, sujetar y girar como si de una verdadera mano se tratase. Es simétrico en su construcción.
El brazo se puede dirigir desde el exterior, a través de un panel, o desde una sala de control en el interior de la EEI denominada Cúpula por su forma y que a través de sus siete ventanas permite a los astronautas ver todos los movimientos del brazo robótico.

## Control de ERA

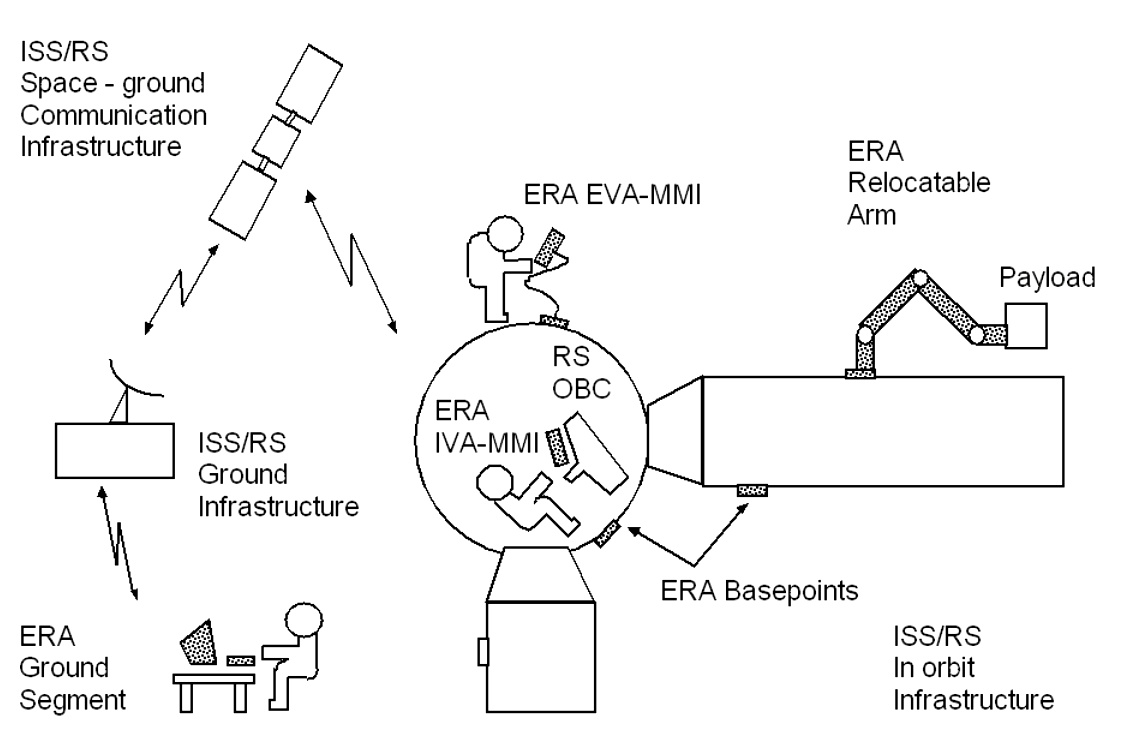
Interfaces de control y datos de ERA

Los astronautas controlan el robot tanto desde dentro como desde fuera de la estación espacial. El control desde el interior de la estación espacial (Intra Vehicular Activity-Man Machine Interface (IVA-MMI)) se realiza utilizando una computadora portátil, que muestra un modelo de ERA y su entorno. El control desde el exterior de la estación espacial (Interfaz de máquina de actividad extravehicular (EVA-MMI)) se realiza utilizando una interfaz especialmente diseñada que se puede manipular desde un traje espacial.

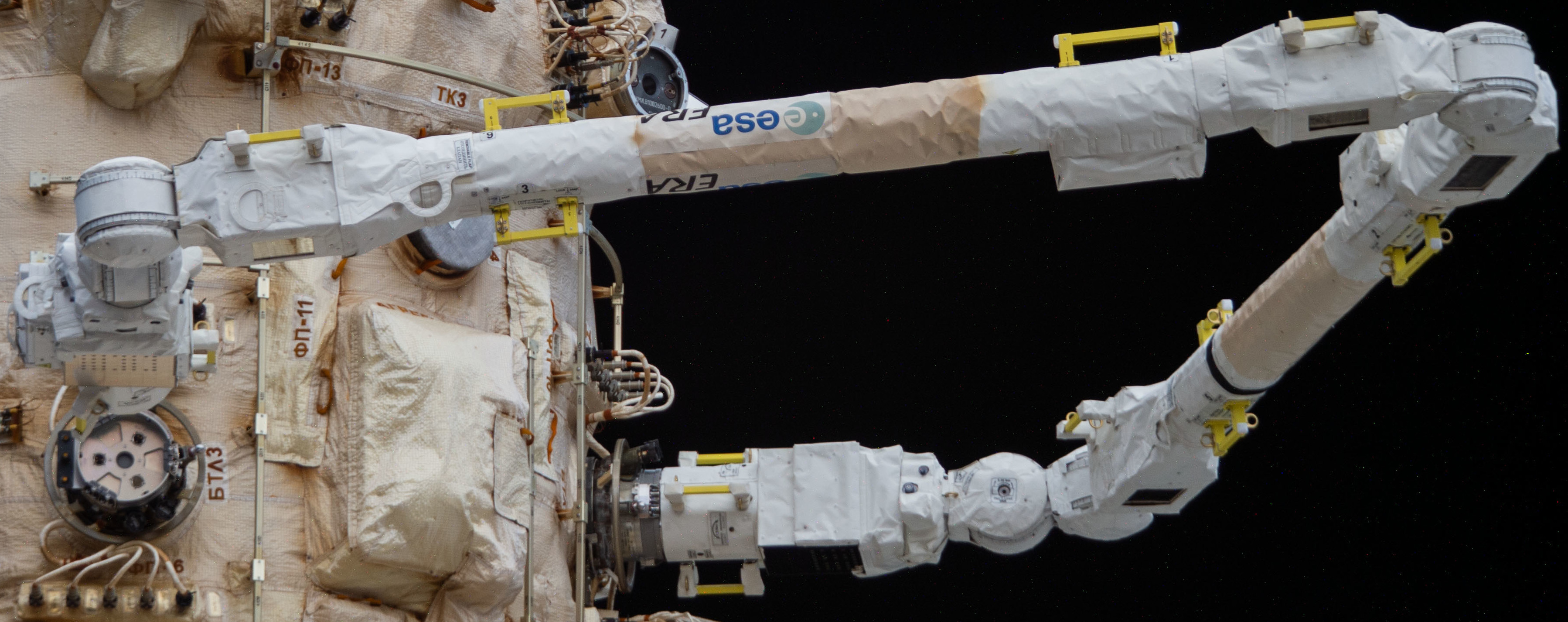

## Principales características y tareas
El Brazo Robótico Europeo tiene varias características interesantes. Lo más destacado es su capacidad de "caminar" alrededor del exterior de los segmentos rusos de la estación bajo su propio control, moviéndose mano a mano entre puntos de base prefijados, y su capacidad para realizar muchas tareas de forma automática o semiautomática, por lo tanto liberando a sus operadores para hacer otro trabajo. Las tareas específicas de ERA incluyen:
- Instalación y despliegue de paneles solares.
- Reemplazo de paneles solares
- Inspeccion de la estación
- Manejo de cargas (externas)
- Apoyo de astronautas durante caminatas espaciales

## Componentes del brazo
- Dos 'extremidades': secciones de brazo simétricas hechas de fibra de carbono, de aproximadamente 5 metros de largo
- Dos mecanismos de agarre idénticos (End Effectors ('EE')) capaces de transferir datos, potencia o accionamiento mecánico a cargas útiles
- Dos muñecas con tres articulaciones cada una
- Una articulación de codo
- Una computadora de control central dentro del brazo ('ECC')
- Cuatro cámaras y unidades de iluminación ('CLU')

## Estado del proyecto
- Año 2005 - calificación final y entrega al cliente
- Mayo de 2010 - STS-132: lanzamiento preventivo de un codo de repuesto con 2 miembros para ERA en la Estación Espacial Internacional
- Verano 2020- Lanzamiento de efectividad con el ruso Módulo Laboratorio Multipropósito en un cohete Protón-M[1]

## Datos técnicos
- Longitud total - 11,3 metros[2]
- Masa de lanzamiento - 630 kilogramos[2]
- Masa máxima de carga útil: 8000 kilogramos[2]
- Velocidad máxima punta: 0,1 metros por segundo
- Precisión de posicionamiento - 5 milímetros